# Arthur-von-Weinberg-Steg
Der Arthur-von-Weinberg-Steg ist eine 1981 errichtete Rohrleitungs-, Fußgänger- und Fahrrad-Bogenbrücke, die den Frankfurter Stadtteil Fechenheim mit dem Offenbacher Stadtteil Bürgel verbindet. Der Steg überquert den Main bei Fluss-Kilometer 44,670.
Er wurde 1983 nach dem 1943 im Ghetto Theresienstadt umgekommenen Industriellen Arthur von Weinberg benannt. Weinberg war ein bedeutender Mäzen und Ehrenbürger von Frankfurt, der wegen seiner jüdischen Abstammung während des Nationalsozialismus verfolgt wurde.
Die über den Arthur-von-Weinberg-Steg verlaufenden Rohrleitungen verbanden zwei Chemiewerke miteinander, das Werk Cassella in Fechenheim und das frühere Werk Offenbach der Hoechst AG. Der Steg diente u. a. ab 1984 dazu, die Abwässer des Offenbacher Werkes zur Reinigung in die Kläranlage des Werkes Fechenheim zu transportieren. Das Werk Offenbach wurde 2010 stillgelegt, das Werk Cassella wird heute vom Unternehmen Allessa in Fechenheim betrieben.